# Ли-э-Микс
Ли-э-Микс (фр. Lit-et-Mixe) — коммуна на юго-западе Франции в департаменте Ланды (регион Аквитания). Прозванный «Знатной дамой Маренсена», Ли-э-Микс является морским курортом французского Серебряного берега благодаря своему пляжу на атлантическом побережье (cap de l'Homy), расположенному в 7 километрах от посёлка.

## История
В настоящее время историкам сложно установить взаимосвязь между исчезнувшим поселением, находившимся здесь, и старинным местечком Конти, расположенным севернее. В этом районе раньше было множество средневековых селений, ставших жертвами неуклонного наступления песчаных дюн, чему способствовала бездумная вырубка лесов. В Конти прежде находилась обитель ордена Тамплиеров, а также их почтовая станция. Сейчас Конти является курортным районом соседней коммуны Сен-Жюльен-ан-Борн.
Наличие враждебных песчаных дюн, речек и прудов обеспечило местных жителей речными и морскими ресурсами, в том числе рыбой и моллюсками. Устройство лугов, выращивание зерновых, овощей и винограда, разведение каштанов, слив и вишен, давалось местным жителям с большим трудом из-за бедности ландских почв.
Приблизительно на протяжении шести столетий край Маренсен находился под влиянием системы вассалитета. В период английского господства, наступившего вследствие брака герцогини Алиеноры Аквитанской, край перешёл во владение дома Альбре, где он и находился вплоть до 1584 года, когда будущий король Франции Генрих IV продал баронию. В дальнейшем ей владел барон де Тиньон, сеньор де Ла Барр, де Ла Феррад и последующие покупатели. В XVIII веке последними баронами стали графы де Марселлю.
В 1825 году, в эпоху Реставрации, произошло объединение двух приходов, образовав таким образом современную коммуну. В 1876 году в коммуне Ли-э-Микс насчитывалось 1858 жителей. Дорога, связывавшая её центр с городом Дакс, составляла 53 километра.
В 1907 году в коммуне усилилось противостояние между смолокурами и владельцами лесов в ходе ландской стачки смолокуров.

## Достопримечательности
- Церковь Нотр-Дам де Ли была построена в XII веке на основе старинной квадратной башни и в дальнейшем перестраивалась несколько раз. В XIX веке колокольня церкви была надстроена. В 1904 году колокольня получила шпиль, придавший зданию специфическое очертание. В 1863 году окружавшее церковь кладбище перенесли, а из камней ограды построили жилище монахинь Ли. Несмотря на то, что здание церкви готического стиля было перестроено и восстановлено, оно сохранило признаки оборонительного сооружения своего средневекового прошлого.
- Церковь Сен-Венсен де Микс
- Музей старых Ландов
- Болотистый район на месте бывшего пруда Ли-э-Микс с богатой флорой и фауной в наше время имеет охранный статус
- В 5 километрах западнее района Микс находится родник Yons с железистой водой.

## Кинематографические съёмки
- В 1987 году в Ли-э-Миксе снимались сцены фильма «Болезнь любви» режиссёра Жака Дерэ (в ролях Жан-Юг Англад, Мишель Пикколи и Настасья Кински.
- Ряд сцен драмы «Под песком» режиссёра Франсуа Озона, выпущенной на экраны в 2000 году, были сняты в Ли-э-Миксе[2].